# El amor está de moda
El amor está de moda é uma telenovela chilena, que foi produzida e exibida pelo Canal 13 entre 13 de março de 1995 e 22 de julho de 1995 em 85 capítulos, baseado na telenovela brasileira Ti Ti Ti de Cassiano Gabus Mendes. Foi escrita por Jorge Ramírez, Nadya Ramírez e Alfredo Rates, sob a direção de Ricardo Vicuña.

## Enredo
Andrés Correa e Aristóteles Sepúlveda são os protagonistas de uma rivalidade que se desenvolve no fascinante mundo da alta costura. Os dois são estilistas. Andrés é bem sucedido, é viúvo e tem dois filhos adolescentes, Valeria e Lucas. Geralmente está rodeado de mulheres bonitas, e mantém uma aventura com Claudia, sua assistente e um ligeiro compromisso com Jacqueline.
Por outro lado se encontra Carmen, uma mulher de caráter muito forte, que tem uma filha chamada Gaby, namorada de Lucas, filha de Andrés. Mas Carmen não aceita a relação e na qual se desenrola conflitos entre mãe e filha.
Aristóteles, está separado de Susana, diretora da revista "Nous", com quem tem um filho, Juan Pablo. Andrés, devido ao seu sucesso, conhece Susana. O ciúme mutuo de Aristóteles e Susana, somados as propóstas de Andrés para ela é outro motivo que aumenta a rivalidade dos estilistas. Devido a isso, começam a gerar planos entre si para acabar um com o outro.

## Elenco

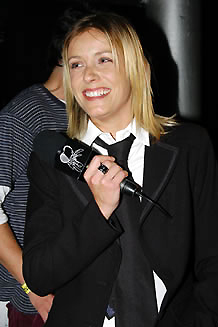
Claudia Conserva interpretou Gaby.

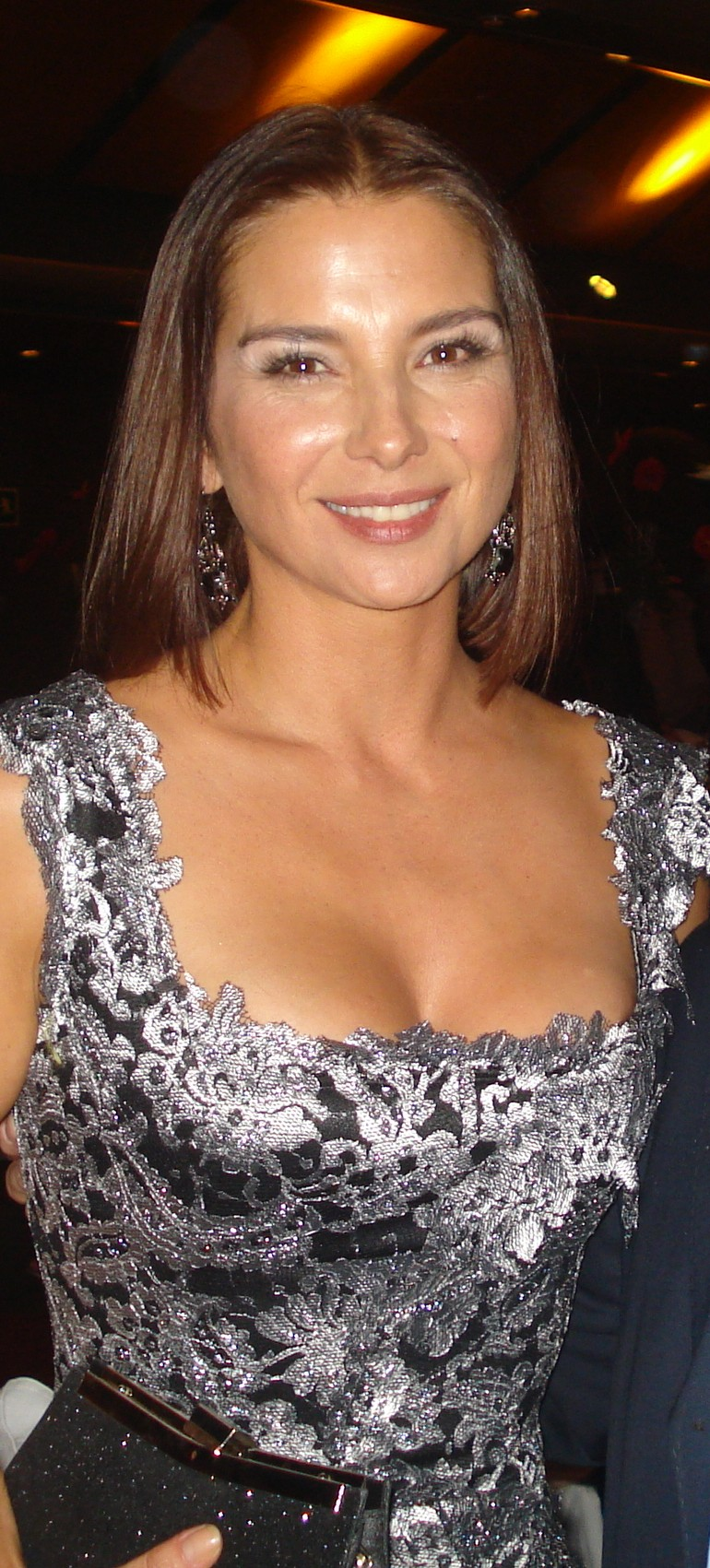
Katty Kowaleczko interpretou Claudia.

| Ator                    | Personagem                               |
| ----------------------- | ---------------------------------------- |
| Roberto Poblete         | Aristóteles Sepúlveda/Vittorio Valentini |
| Fernando Kliche         | Andrés Correa                            |
| Esperanza Silva         | Susana                                   |
| Liliana García          | Jacqueline                               |
| Katty Kowaleczko        | Claudia                                  |
| Aline Kuppenheim        | Valeria Correa                           |
| Claudia Conserva        | Gabriela "Gaby"                          |
| Cristián de la Fuente   | Lucas Correa                             |
| Luciano Cruz-Coke       | Juan Pablo Sepúlveda                     |
| Adriana Vacarezza       | Carmen                                   |
| Gloria Münchmeyer       | Cecilia Durán                            |
| Patricia Guzmán         | Julia                                    |
| Sandra Solimano         | Sonia                                    |
| Paulina Urrutia         | Soledad                                  |
| Boris Quercia           | Domingo                                  |
| Patricio Achurra        | Alberto                                  |
| Andrea Freund           | Catalina                                 |
| Guido Vecchiola         | Jorge                                    |
| Marcela Osorio          | Solange                                  |
| Felipe Castro           | Bob                                      |
| Francisco López         | Alex                                     |
| Paola Camaggi           | Patricia                                 |
| Felipe Armas            | Pancho                                   |
| Alex Zissis             | Hernán                                   |
| Walter Kliche           | Hugo                                     |
| Felipe Viel             | Antonio                                  |
| Carlos Díaz             | ?                                        |
| Pía Salas               | Amanda                                   |
| Gloria Laso             | María Luisa Valdivieso                   |
| José Secall             | ?                                        |
| María Elena Duvauchelle | Soraya                                   |
| Gabriela Hernández      | Leonor                                   |
| Luz Croxatto            | Florencia                                |
| Alfredo Castro          | ?                                        |
| Myriam Palacios         | ?                                        |
| Constanza Piwonka       | ?                                        |
| Juan Falcón             | ?                                        |
| Pedro Vicuña            | Samuel                                   |
| Carmen Barros           | ?                                        |
| Ramón Núñez             | ?                                        |
| Archibaldo Larenas      | ?                                        |
| Verónica González       | ?                                        |

## Trilha sonora
- ¿Qué me pasa contigo? - Aline Kuppenheim (Tema principal)
- Pequeño Rayo de Sol - Alberto Plaza
- Coche Viejo - Paralamas
- Mas Fuerte de lo que Pensaba - Aleks Syntek
- Cariño Mio - Soledad Guerrero
- Locos por Amor - Francesc Picas
- Subire - Cinema
- Mucha Experiencia - Los Pericos
- Cancion por un Encuentro - Alberto Plaza
- Mejor no Hablemos de Amor - Los Enanitos Verdes
- El Amor esta de Moda - Aline Kuppenheim
- Amor por Bandera - Francesc Picas
- Angel Descarriado - Cinema
- La Vida - La Sociedad